# Eumenes indetonsus
Eumenes indetonsus är en stekelart som beskrevs av Morawitz. Eumenes indetonsus ingår i släktet krukmakargetingar, och familjen Eumenidae. Inga underarter finns listade i Catalogue of Life.